# Saitoella
Saitoella es un género de hongos tipo levadura en la familia Protomycetaceae. Contiene dos especies, la especie tipo es Saitoella complicata, originalmente fue aislada de suelo en los Himalayas, y su genoma ha sido secuenciado. La denominación del género hace referencia al profesor Kendo Saito quien trabajó en la taxonomía del género Rhodotorula. La segunda especie, Saitoella coloradoensis, fue aislada a partir de frass (excremento) de insectos encontrados en picea de Engelmann en Colorado, y fue descripta en 2012.